# Brøndby
Brøndby Kommune ([b̥ʁɶnb̥y]IPA) je obec (dánsky kommune) v bývalém Kodaňském kraji (nyní Region Hovedstaden), se nachází na východním pobřeží ostrova Zéland (Sjælland) ve východním Dánsku. Obec se rozkládá na ploše 20,85 km² a má celkový počet obyvatel 35 322 (2016). Jeho starosta je Ib Terp, člen politické strany Sociálních Demokratů (Socialdemokraterne).
Sídlem jeho zastupitelstva je město Brøndbyvester. Sousední obce jsou Hvidovre na východě, Rødovre na severu, Glostrup na severu, Albertslund na severozápadě a Vallensbæk na západě. Na jihu je Køge Bay (Køge Bugt).
Podle výsledků celostátní Kommunalreformen ("Obecní Reformy" z roku 2007) se geografie obce Brøndby nezměnila od dne 1. ledna 2007.

## Město Brøndby

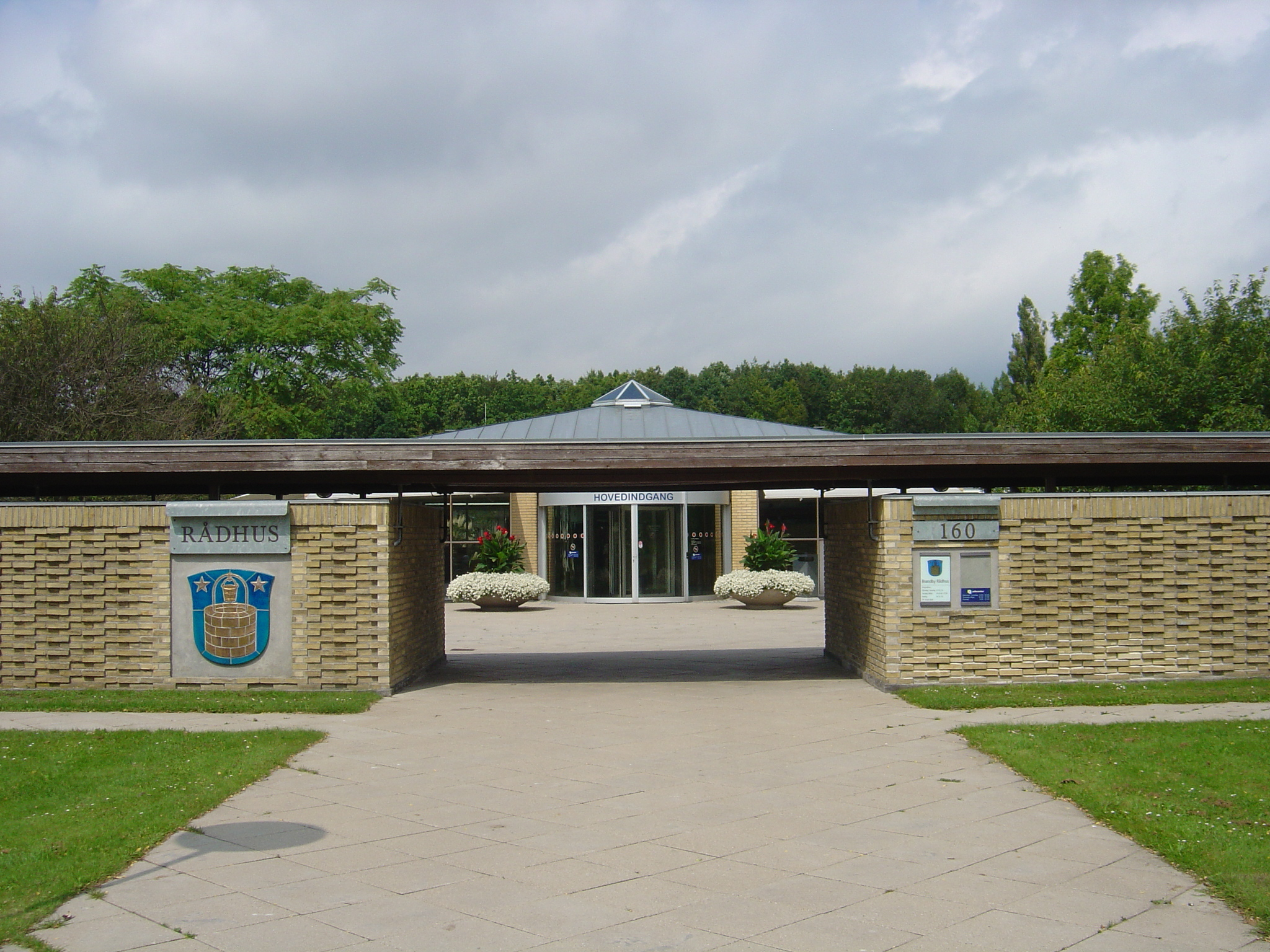
Brøndby Rådhus (radnice) na Park Allé

Brøndby se skládá ze tří měst: Brøndbyvester (západ), Brøndbyøster (východ) a jižní Brøndby Strand. Brøndbyøster je "původní" Brøndby a má pár starých usedlostí, ale z velké části se skládá z jednotlivých rodinných domů - to je typické dánské předměstí střední třídy. Název Brøndby v dánštině znamená "Město Studny".
Brøndbyøster je na východ od velké křižovatky, které rozděluje tři různé Brøndbys. (Brøndby Strand Projekty '93[nedostupný zdroj]), tuto část města obývá mnoho starších lidí a přistěhovalců.
Brøndby Strand je mix těchto dvou měst. Je zde mnoho rodinných domů a 12 výškových obytných sídlišť. Tato oblast zrodila hudební umělce jako Outlandish, Burhan G a Majid. Její PSČ je 2660. To je také jediná oblast v Dánsku, kde je více než 50 procent populace jiného než dánského původu. Tyto čtyři čtvrtě jsou také známé jako Southside nebo Southcoast Kodaň.
Brøndby je domovem fotbalového klubu Brøndby IF. Je také domovem hráče Národní Hokejové Ligy, Mikkela Bøedkere.